# 天喜 (西遼)
天喜（1178年—1211年），《遼史》作天禧，是西遼皇帝耶律直鲁古時用的一個年號，為西遼最後一個年號。耶律直鲁古本人使用该年号至1211年，共計34年。屈出律篡位后，直至1218年西遼才正式滅亡。

## 名稱
元代史籍《遼史》作此年號為「天禧」，並未記載何年改元。錢大昕考訂認為戊子年（1168年，錢謂崇福十四年）十一月改元天禧，至辛酉年（1201年）止，計34年。汪遠孫考訂認為戊戌年（1178年）改元天禧，至辛未年（1211年）止，計34年。近代學者如紀安宗以1178年為改元天禧之年。
2019年春，在中亞的乌斯秋尔特高原（烏茲別克斯坦境内）發現了一方書寫契丹大字的西遼官印，英國學者魏安（A. West）釋讀為「天□□廿年三月/□造□局祿/□□□左尚署之/印」，「天□□」當為年號名。2022年2月，在巴拉沙袞城布拉納遺址（即西遼故都虎思斡耳朵，吉爾吉斯境内）發現了一枚銘文為「天喜元寶」的西遼錢幣，是耶律直鲁古時期鑄造的錢幣。與《遼史》記載的年號名稱不同。俄罗斯學者認為「天禧」的「禧」字與辽天祚帝耶律延禧的名字相同，以古代避諱制度，西遼皇帝不會使用「禧」字作為年號，《遼史》記載的年號應是錯誤、不準確的。

## 纪年
| 天喜 | 元年   | 2年    | 3年    | 4年    | 5年    | 6年    | 7年    | 8年    | 9年    | 10年   |
| ---- | ------ | ------ | ------ | ------ | ------ | ------ | ------ | ------ | ------ | ------ |
| 公元 | 1178年 | 1179年 | 1180年 | 1181年 | 1182年 | 1183年 | 1184年 | 1185年 | 1186年 | 1187年 |
| 干支 | 戊戌   | 己亥   | 庚子   | 辛丑   | 壬寅   | 癸卯   | 甲辰   | 乙巳   | 丙午   | 丁未   |
| 天喜 | 11年   | 12年   | 13年   | 14年   | 15年   | 16年   | 17年   | 18年   | 19年   | 20年   |
| 公元 | 1188年 | 1189年 | 1190年 | 1191年 | 1192年 | 1193年 | 1194年 | 1195年 | 1196年 | 1197年 |
| 干支 | 戊申   | 己酉   | 庚戌   | 辛亥   | 壬子   | 癸丑   | 甲寅   | 乙卯   | 丙辰   | 丁巳   |
| 天喜 | 21年   | 22年   | 23年   | 24年   | 25年   | 26年   | 27年   | 28年   | 29年   | 30年   |
| 公元 | 1198年 | 1199年 | 1200年 | 1201年 | 1202年 | 1203年 | 1204年 | 1205年 | 1206年 | 1207年 |
| 干支 | 戊午   | 己未   | 庚申   | 辛酉   | 壬戌   | 癸亥   | 甲子   | 乙丑   | 丙寅   | 丁卯   |
| 天喜 | 31年   | 32年   | 33年   | 34年   |        |        |        |        |        |        |
| 公元 | 1208年 | 1209年 | 1210年 | 1211年 |        |        |        |        |        |        |
| 干支 | 戊辰   | 己巳   | 庚午   | 辛未   |        |        |        |        |        |        |

## 同期存在的其他政权年号
- 中國
  - 南宋
    - 淳熙（1174年－1189年）：宋孝宗趙昚之年號
    - 慶元（1195年－1200年）：宋寧宗趙擴之年號
    - 嘉泰（1201年－1204年）：宋寧宗趙擴之年號
    - 开禧（1205年－1207年）：宋寧宗趙擴之年號
    - 嘉定（1208年－1224年）：宋寧宗趙擴之年號

  - 南宋時期
    - 轉運（1207年）：吳曦之年號

  - 金朝
    - 大定（1161年－1189年）：金世宗完顏雍之年號
    - 明昌（1190年－1196年）：金章宗完顏璟之年號
    - 承安（1196年－1200年）：金章宗完顏璟之年號
    - 泰和（1201年－1208年）：金章宗完顏璟之年號
    - 大安（1209年－1211年）：衛紹王完顏永濟之年號

  - 金朝時期
    - 身聖（1196年）：德壽、陁鎖之年號

  - 西夏
    - 乾祐（1170年－1193年）：夏仁宗李仁孝之年號
    - 天慶（1194年－1206年）：夏桓宗李純祐之年號
    - 應天（1206年－1209年）：夏襄宗李安全之年號
    - 皇建（1210年－1211年）：夏襄宗李安全之年號

  - 大理
    - 盛德（1176年－1180年）：段智興之年號
    - 嘉會（1181年－1184年）：段智興之年號
    - 元亨（1185年－1195年）：段智興之年號
    - 定安（1195年－1200年）：段智興之年號
    - 鳳曆（1200年－？）：段智廉之年號
    - 元壽（？－1204年）：段智廉之年號
    - 天开（1205年－1225年）：段智祥之年號
- 越南
  - 李朝
    - 貞符（1176年－1186年）：李龍翰之年號
    - 天資嘉瑞（1186年－1202年）：李龍翰之年號
    - 天嘉寳祐（1202年－1204年）：李龍翰之年號
    - 治平龍應（1205年－1210年）：李龍翰之年號
    - 建嘉（1211年－1224年）：李旵之年號
- 日本
  - 平安時代
    - 治承（1177年－1184年）：高倉天皇與安德天皇之年號
    - 養和（1181年－1182年）：日本安德天皇與平氏之年號
    - 壽永（1182年－1184年）：日本安德天皇與平氏之年號
    - 壽永（1182年－1185年）：安德天皇與後鳥羽天皇，也是後白河法皇的院政期之年号
    - 元曆（1184年－1185年）：後鳥羽天皇與源氏之年號

  - 鎌倉時代
    - 文治（1185年－1190年）：後鳥羽天皇之年号
    - 建久（1190年－1199年）: 後鳥羽天皇與土御門天皇之年号
    - 正治（1199年－1201年）: 土御門天皇之年号
    - 建仁（1201年－1204年）: 土御門天皇之年号
    - 元久（1204年－1206年）: 土御門天皇之年号
    - 建永（1206年－1207年）: 土御門天皇之年号
    - 承元（1207年－1211年）：土御門天皇之與順德天皇之年号
    - 建曆（1211年－1214年）：順德天皇之年號

## 參看
- 中國年號索引
- 天喜 (消歧義)

## 深入閱讀
- 李崇智. . 北京: 中華書局. 2004年12月. ISBN 7101025129.
- 鄧洪波. . 臺北: 國立臺灣大學東亞經典與文化研究計劃. 2005年3月  [2021-11-28]. ISBN 9789860005189. （原始内容 (pdf)存档于2007-08-25）.

| 前一年號： 崇福 | 西辽年号 1178年－1211年 | 下一年號： -- |